# 比日
50°58′33″N 33°50′12″E / 50.97583°N 33.83667°E
比日（烏克蘭語：Біж）是位於烏克蘭東北部的村莊，由蘇梅州羅姆內區的內德里海利夫市鎮負責管轄。該村處於比日河右岸，分別距離什馬托韋2公里和比日夫卡5公里，海拔高度167米，2001年人口80。